# Saint-Guinoux
Saint-Guinoux é uma comuna francesa na região administrativa da Bretanha, no departamento Ille-et-Vilaine. Estende-se por uma área de 6,34 km². Em 2010 a comuna tinha 1 237 habitantes (densidade: 195,1 hab./km²).